# Iglesia de San Miguel Arcángel (Elosu)
La iglesia de San Miguel Arcángel es un inmueble del concejo español de Elosu, en la provincia de Álava.

## Descripción
El edificio se encuentra en el concejo español de Elosu, en el municipio de Villarreal de Álava, perteneciente a la provincia de Álava, en la comunidad autónoma del País Vasco. Se menciona como iglesia parroquial del lugar en el séptimo volumen del Diccionario geográfico-estadístico-histórico de España y sus posesiones de Ultramar de Pascual Madoz, donde aparece descrita con las siguientes palabras: «igl. parr. (San Miguel), aneja de Villareal, y servida por 1 beneficiado de su cabildo». Décadas después, ya en el siglo XX, Vicente Vera y López vuelve a reseñarla en el tomo de la Geografía general del País Vasco-Navarro dedicado a Álava de la siguiente manera: «Tiene una iglesia de buena fabricación, que es parroquia de categoría de entrada, perteneciente al arciprestazgo de Villarreal y dedicada á San Miguel».